# Sân vận động Wibawa Mukti
Sân vận động Wibawa Mukti (tiếng Indonesia: Stadion Wibawa Mukti) là một sân vận động đa năng nằm ở Cikarang, Huyện Bekasi, Tây Java, Indonesia. Sân hiện đang được sử dụng chủ yếu cho các trận đấu bóng đá.

## Sự kiện thể thao
Sân vận động được xây dựng để tổ chức Porda Jabar XII 2014 ở huyện Bekasi. Sân được sử dụng tại PON XIX 2016 (Tuần lễ thể thao quốc gia Indonesia lần thứ 19). Sân vận động này là một trong những địa điểm tổ chức môn bóng đá nam của Đại hội Thể thao châu Á 2018. Sân được lên kế hoạch trở thành sân nhà của câu lạc bộ Persikasi trong tương lai.
Sân vận động có sức chứa 28.778 người với cấu hình toàn chỗ ngồi. Sân vận động này cũng có kết nối giao thông thuận tiện, một trong số đó gần với trạm thu phí Cibatu KM 34.7 Jakarta - Cikampek.

## Hình ảnh

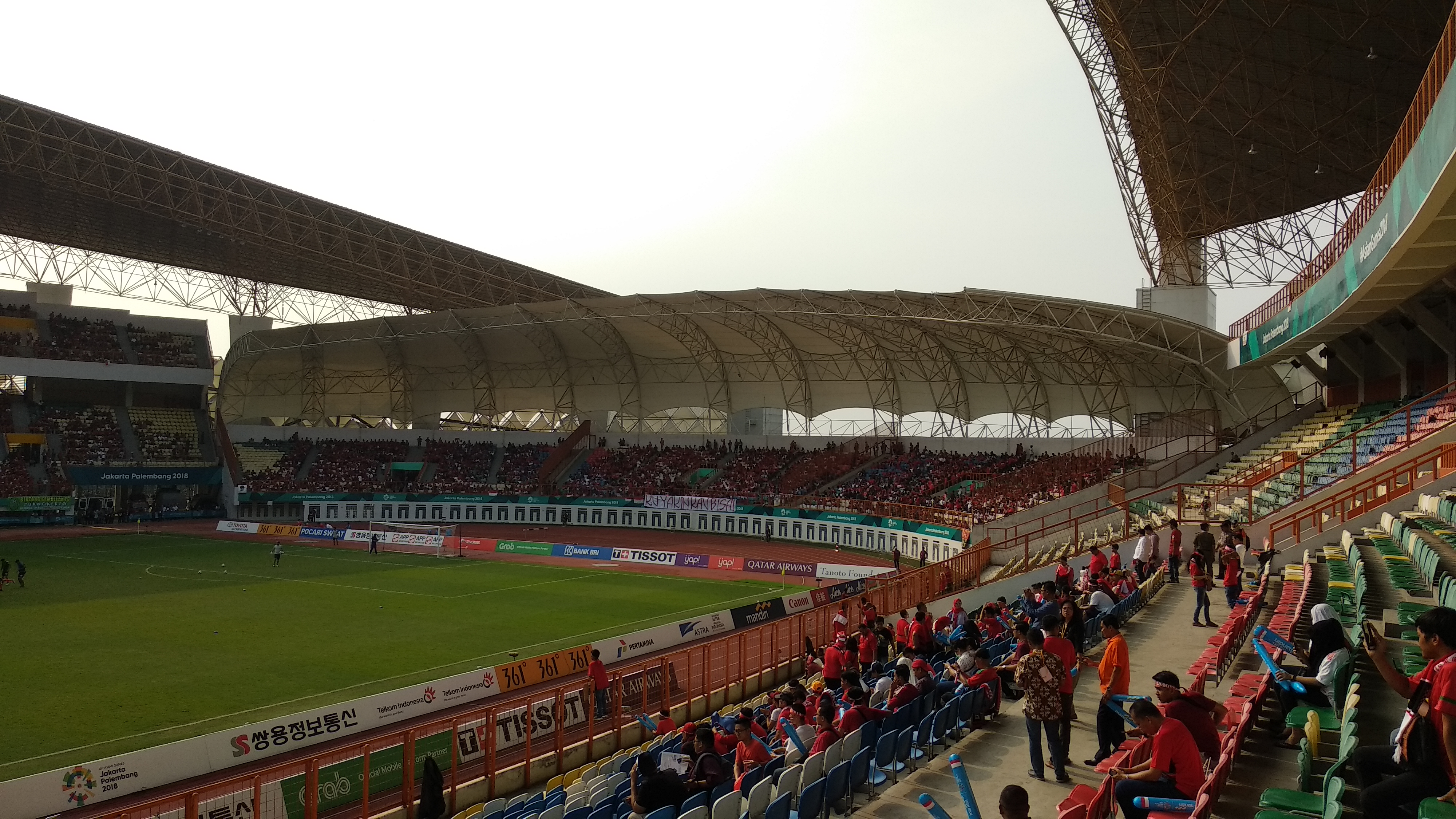
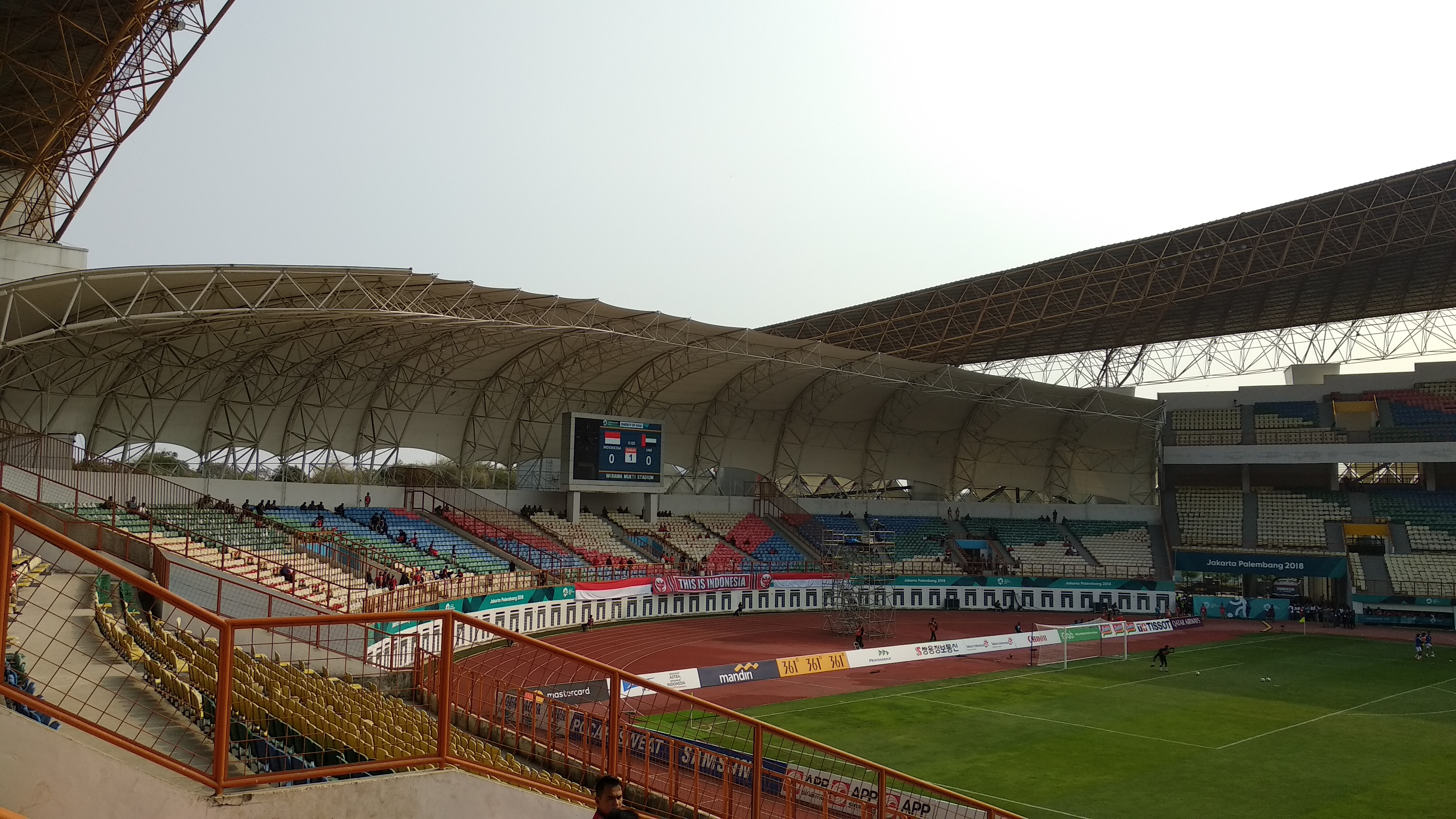
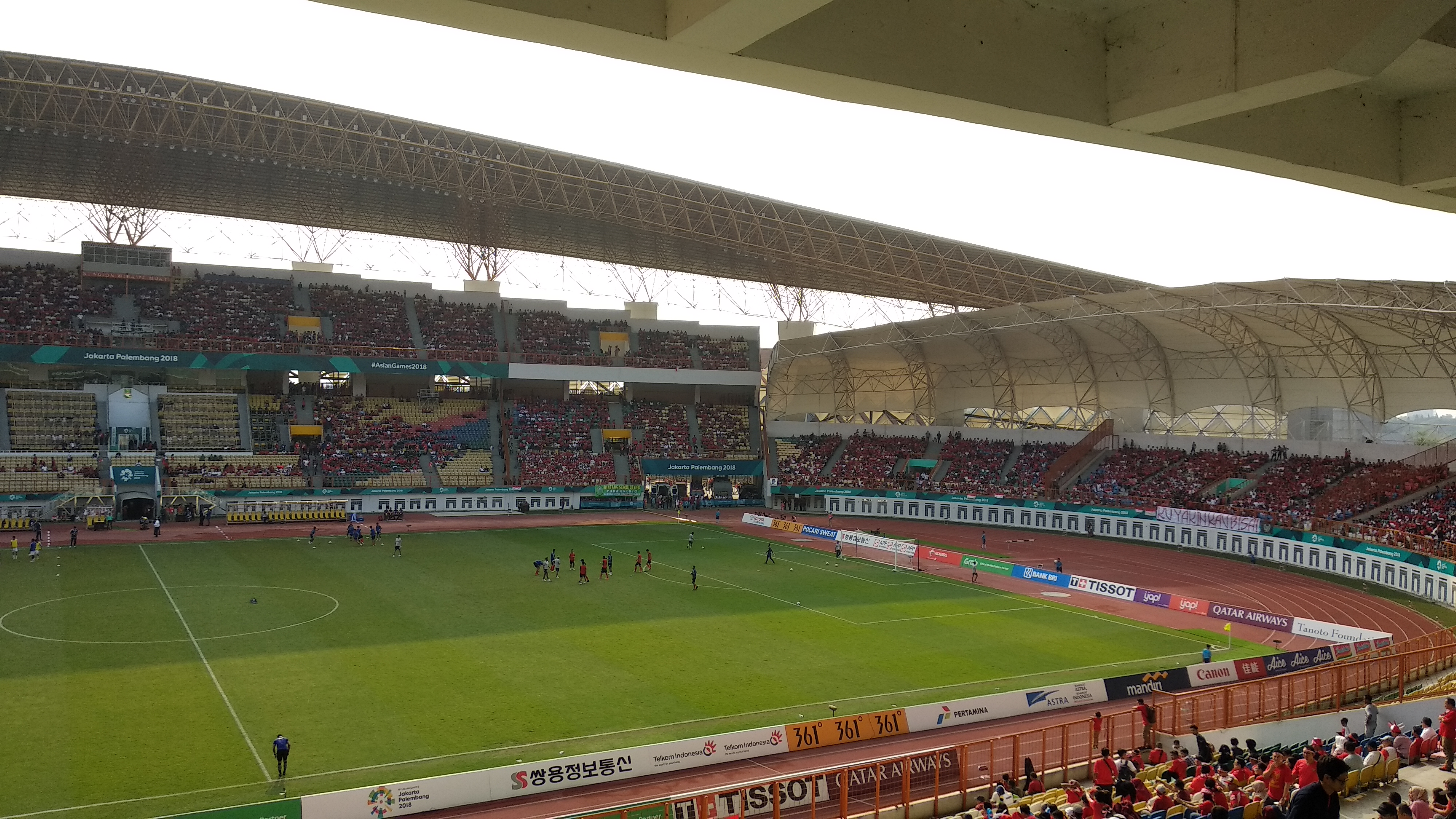
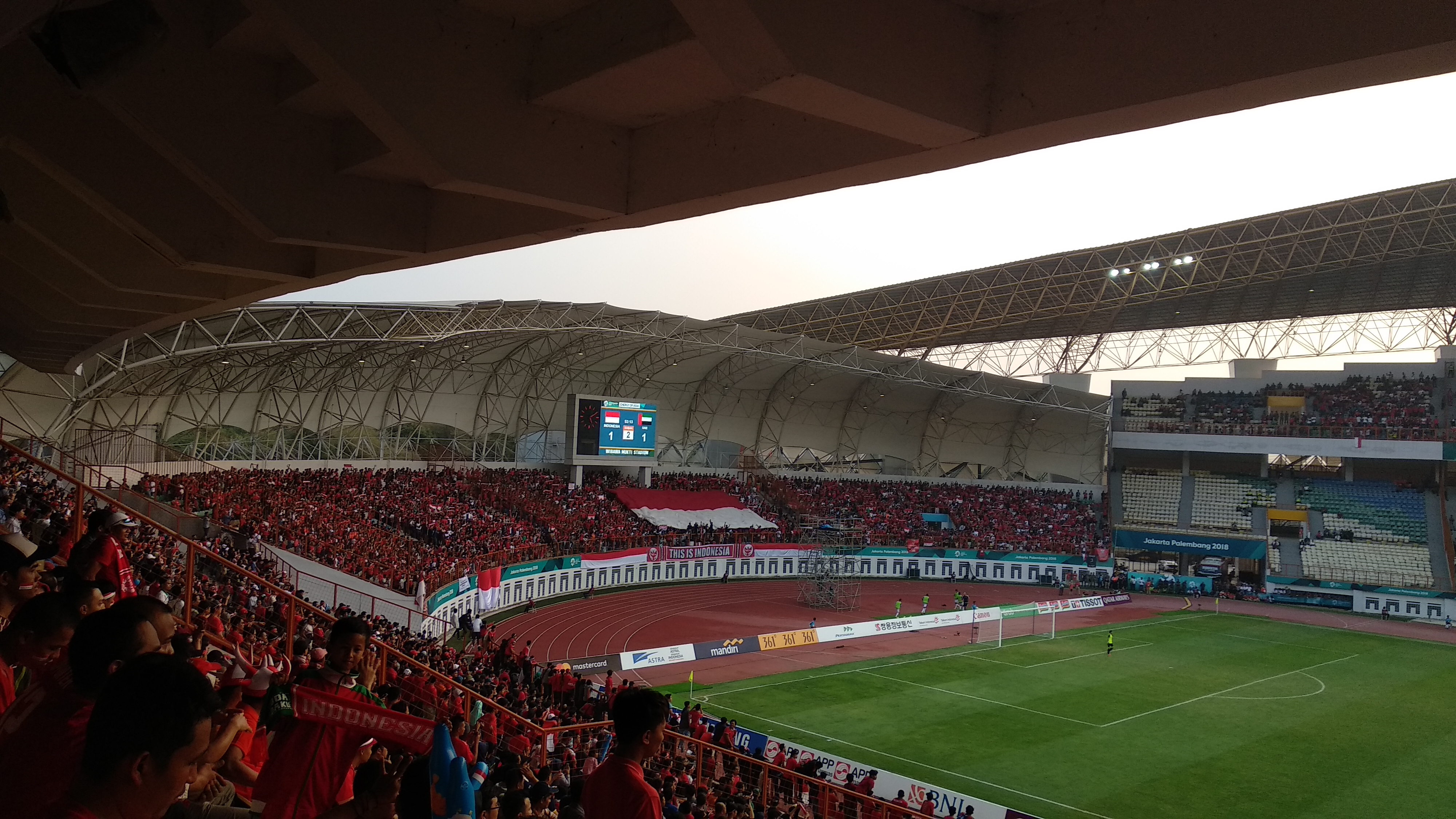

## Các trận đấu quốc tế được tổ chức
| Ngày                 | Giải đấu         | Đội tuyển | Kết quả | Đội tuyển  | Khán giả |
| -------------------- | ---------------- | --------- | ------- | ---------- | -------- |
| 18 tháng 11 năm 2017 | Giao hữu quốc tế | Indonesia | 0–1     | U-23 Syria | N/A      |
| 11 tháng 9 năm 2018  | Giao hữu quốc tế | Indonesia | 1–0     | Mauritius  | 12.621   |
| 10 tháng 10 năm 2018 | Giao hữu quốc tế | Indonesia | 3–0     | Myanmar    | 4.217    |
| 16 tháng 10 năm 2018 | Giao hữu quốc tế | Indonesia | 1–1     | Hồng Kông  | N/A      |

## Kết quả giải đấu

### Môn bóng đá nam Đại hội Thể thao châu Á 2018
| Ngày                | Thời gian (UTC+07) | Đội #1            | Kết quả                | Đội #2            | Vòng        | Khán giả |
| ------------------- | ------------------ | ----------------- | ---------------------- | ----------------- | ----------- | -------- |
| 14 tháng 8 năm 2018 | 16:00              | Việt Nam          | 3–0                    | Pakistan          | Bảng D      | N/A      |
| 14 tháng 8 năm 2018 | 19:00              | Nhật Bản          | 1–0                    | Nepal             | Bảng D      | N/A      |
| 16 tháng 8 năm 2018 | 16:00              | Pakistan          | 0–4                    | Nhật Bản          | Bảng D      | N/A      |
| 16 tháng 8 năm 2018 | 19:00              | Nepal             | 0–2                    | Việt Nam          | Bảng D      | N/A      |
| 19 tháng 8 năm 2018 | 16:00              | Nhật Bản          | 0–1                    | Việt Nam          | Bảng D      | N/A      |
| 19 tháng 8 năm 2018 | 19:00              | Đông Timor        | 2–5                    | Syria             | Bảng C      | N/A      |
| 20 tháng 8 năm 2018 | 16:00              | CHDCND Triều Tiên | 3–0                    | Ả Rập Xê Út       | Bảng F      | N/A      |
| 20 tháng 8 năm 2018 | 19:00              | Malaysia          | 2–3                    | Bahrain           | Bảng E      | N/A      |
| 23 tháng 8 năm 2018 | 16:00              | Uzbekistan        | 3–0                    | Hồng Kông         | Vòng 16 đội | N/A      |
| 23 tháng 8 năm 2018 | 19:30              | Iran              | 0–2                    | Hàn Quốc          | Vòng 16 đội | N/A      |
| 24 tháng 8 năm 2018 | 16:00              | Indonesia         | 2–2 (h.p.) (3–4 ph.đ.) | UAE               | Vòng 16 đội | N/A      |
| 24 tháng 8 năm 2018 | 19:30              | Bangladesh        | 1–3                    | CHDCND Triều Tiên | Vòng 16 đội | N/A      |